# With U
A With U Janet Jackson amerikai énekesnő kislemeze kilencedik, 20 Y.O. című stúdióalbumáról. Csak az USA-ban jelent meg, az album harmadik kislemezeként (Japánban az Enjoy című dal jelent meg, máshol nem adtak ki harmadik kislemezt az albumról). 2006. december 11-én küldték el az amerikai urban contemporary és urban adult contemporary stílusú rádióadóknak.
A dal a producer, Jermaine Dupri szerint Jackson has said that it is 1986-os slágere, a Let’s Wait Awhile folytatása.
A dalhoz nem készült videóklip a Capitol Records és a Virgin Records összeolvadása miatt. Ez más előadókat is érintett (Chingy, a Cherish, Mims és LeToya).
A With U a Hot R&B/Hip-Hop Songs slágerlista 74. helyén nyitott a 2006. december 30-án végződő héten. A 65. helyig jutott a listán.

## Hivatalos remixek
- With U (Album Version) – 5:03
- With U (Album Edit) – 4:25
- With U (Radio Edit) – 3:57
- With U (Instrumental) – 5:02
- With U (A Cappella) – 4:11
- With U (Chad Jack Club Edit) – 4:24
- With U (Chad Jack Club Mix) – 8:58
- With U (Chad Jack Dub)
- With U (Chad Jack Rough Instrumental) – 4:00

## Változatok
Digitális kislemez (USA)
1. With U (Radio Edit)
2. With U (Instrumental)

12" maxi kislemez (USA)
1. With U (Album Version)
2. With U (Instrumental)
3. With U (Radio Edit)
4. With U (A Cappella)

5" promo CD (USA)
1. With U (Radio Edit)
2. With U (Album Version)
3. With U (Instrumental)

## Helyezések
| Slágerlista (2007)                  | Legmagasabb helyezés |
| ----------------------------------- | -------------------- |
| USA Billboard Hot R&B/Hip-Hop Songs | 65                   |
| USA Billboard Hot Adult R&B Airplay | 24                   |